# Edoardo De Rosa
Edoardo De Rosa (Sesto San Giovanni, 14 febbraio 2000) è un ginnasta italiano. Specialista al Cavallo con maniglie, è stato campione italiano a questo attrezzo nel 2019, 2022 e 2023.

## Biografia
Cresciuto nella società ASA di Cinisello Balsamo, allenato da Paolo Quarto e Pamela Cauli, viene convocato per rappresentare l'Italia agli Europei Junior di Glasgow 2018 gareggiando al cavallo con maniglie e agli anelli. Con un punteggio al cavallo di 13.566 e agli anelli di 12.666 conquista il bronzo a squadre insieme ai compagni Yumin Abbadini, Lay Giannini, Nicolò Mozzato e Ares Federici.
Individualmente si qualifica al secondo posto alla finale al Cavallo con maniglie, dove vince la medaglia d'oro con un punteggio di 14.066, precedendo il britannico Jamie Lewis (13.733) e l'armeno Gagik Khachikyan (13.600).

## 2019: World Cup e Assoluti
Nel 2019 prende parte a due tappe della World Cup, gareggiando al cavallo con maniglie e alle parallele pari sia alla tappa di Koper, che a quella di Cottbus, in Germania.
A settembre compete su tutti gli attrezzi ai campionati italiani assoluti dove conquista il titolo nazionale al cavallo con un punteggio di 14,150, precedendo Ludovico Edalli (13,750) e Jacopo Gliozzi (13,650).

## 2021: Europei Individuali e World Cup
Nel 2021 partecipa a due tappe di coppa del mondo. Alla tappa di Mersin gareggia al cavallo con maniglie, sfiorando la qualificazione alla finale ad attrezzo con un punteggio di 13.250. Alla tappa di Varna gareggia invece a cavallo con maniglie e parallele pari, qualificandosi alla finale al cavallo dove conquista la medaglia d'argento con un punteggio di 14.450.
Ad aprile viene convocato per rappresentare l'Italia ai campionati europei individuali tenutisi a Basilea. Con i punteggi di 13.100 al cavallo con maniglie e 13.000 alle parallele pari non riesce a qualificarsi alle finali di specialità concludendo così l'europeo.

## 2022: World Cup e Assoluti
Nel 2022 prende nuovamente parte al circuito delle Coppe del mondo partecipando alle tappe di Parigi e Baku. A Parigi compete a cavallo con maniglie, anelli e parallele pari, non riuscendo a qualificarsi alle finali ad attrezzo; A Baku gareggia, invece, alle parallele pari e agli anelli dove riesce a qualificarsi per la finale di specialità con il terzo punteggio (14.233). A causa di un errore finisce la competizione al settimo posto con un punteggio di 13.866
Ad ottobre prende parte ai campionati italiani assoluti di Napoli dove conquista il suo secondo titolo nazionale al cavallo con maniglie con un punteggio di 14.500, precedendo gli avversari Andrea Canazza (14.300) e Yumin Abbadini (14.000).

## 2023: World Cup e Assoluti
Nel 2023 Edoardo partecipa alla tappa di coppa del mondo di Cottbus, gareggiando a corpo libero, cavallo con maniglie e anelli senza riuscire però ad accedere alle finali di specialità.
A settembre prende parte ai campionati italiani assoluti dove conferma il titolo nazionale a cavallo con un punteggio di 14.650, precedendo Andrea Canazza (14.300) e Nicolò Mozzato (14.150).
Partecipa successivamente alla World Challenge Cup di Parigi dove conquista la medaglia di bronzo con un punteggio di 15.000 alle spalle del britannico Max Whitlock (15.450) e dell'irlandese Rhys McClenaghan (15.100).

## Risultati

### Junior
| Anno | Competizione | Squadra | Individuale | Corpo Libero | Cavallo | Anelli | Volteggio | Parallele | Sbarra |
| ---- | ------------ | ------- | ----------- | ------------ | ------- | ------ | --------- | --------- | ------ |
| 2018 | Europei      |         |             |              | Oro     |        |           |           |        |
| 2018 | Europei      | Bronzo  |             |              |         |        |           |           |        |
| 2018 | Assoluti     |         |             |              | Argento |        |           |           |        |

### Senior
| Anno | Competizione | Squadra | Individuale | Corpo Libero | Cavallo | Anelli | Volteggio | Parallele | Sbarra |
| ---- | ------------ | ------- | ----------- | ------------ | ------- | ------ | --------- | --------- | ------ |
| 2019 | Assoluti     |         |             |              | Oro     |        |           |           |        |
| 2020 | Assoluti     |         | Bronzo      |              |         |        |           |           |        |
| 2021 | World Cup    |         |             |              | Argento |        |           |           |        |
| 2022 | Assoluti     |         |             |              | Oro     |        |           |           |        |
| 2023 | Assoluti     |         |             |              | Oro     |        |           |           |        |
| 2023 | World Cup    |         |             |              | Bronzo  |        |           |           |        |